# Tamasheq
Le tamasheq (ⵜⵎⴰⵣⵗⵜ) est la langue touarègue parlée principalement par les Touaregs en Algérie, au Mali au Niger et en Libye.

## Nom
Le tamasheq (ⵜⵎⴰⵣⵗⵜ) prononcé parfois tamaheq ou tamajeq selon les dialectes et les régions, cette langue est la langue parlée par kel-tamasheq (les touaregs)  .

## Utilisation
Le tamasheq est parlé par 500 000 personnes, dont 378 000 (2014) au Mali.
Enseigné dans les écoles primaires maliennes, il est activement promu par le gouvernement grâce à des cours pour adultes.
Il est utilisé comme langue seconde par les locuteurs des langues songhaï du koyra chiini, du koyraboro senni et du tadaksahak ainsi que par les maures de Tombouctou et de Gao

## Reconnaissance légale
Le tamasheq est reconnu par l'article 1 du décret no 159, le 19 juillet 1982 au Mali.
En 2023, il devient une langue officielle dans la nouvelle constitution du Mali.

## Dialectes
Il existe les dialectes du tawellemet, parlé dans la région de de Menaka et le dialecte de tadamaket parlée dans la région de Tombouctou et dans la région de Kidal. Ces dialectes pourraient être considérés comme une seule dialecte.

## Phonologie
Les tableaux suivants sont tirés des travaux de Jeffrey Heath (en) :
|           | Antérieures | Postérieure |
| --------- | ----------- | ----------- |
| Fermée    | i           | u           |
| Mi-fermée | e           | o           |
| Ouverte   | a           |             |

De plus, le tamasheq a deux autres voyelles qui ne peuvent apparaître qu'au début d'un mot : /ə/ et /æ/.
|           |               | Bilabiale | Labio-dentale | Alvéolaire | Alvéolaire | Post-alvéolaire | Palatale | Vélaire | Vélaire | Pharyngale | Glottale |
| normale   | pharyngalisée | Bilabiale | Labio-dentale | normale    | mouillée   | Post-alvéolaire | Palatale |         |         | Pharyngale | Glottale |
| --------- | ------------- | --------- | ------------- | ---------- | ---------- | --------------- | -------- | ------- | ------- | ---------- | -------- |
| Occlusive | sourde        | (p)       |               | t          |            | (t͡ʃ)            |          | k       |         |            |          |
| Occlusive | sonore        | b         |               | d          | dˁ         |                 |          | g       | gʲ      |            |          |
| Fricative | sourde        |           | f             | s          |            | ʃ               |          | x       |         | (ħ)        | h        |
| Fricative | sonore        |           |               | z          | zˤ         | ʒ               |          | ɣ       |         | (ʕ)        |          |
| Nasale    | Nasale        | m         |               | n          |            |                 | (ɲ)      | ŋ       |         |            |          |
| Spirante  | Spirante      |           |               | l          | (lˤ)       |                 | j        |         |         |            |          |
| Roulée    | Roulée        |           |               | r          |            |                 |          |         |         |            |          |

Les consonnes entre parenthèses ont une utilisation marginale et sont essentiellement utilisées dans des mots d'emprunt. En fait, les consonnes pharyngées /sˁ, lˤ/ et les deux consonnes pharyngées /ħ, ʕ/ sont empruntées à l'arabe.
Un arrêt glottal (ʔ) ne se produit que dans le vocabulaire islamique non assimilé, absent des dialectes arabes locaux.
Un arrêt uvulaire (q) apparaît principalement sous la forme de la version géminée de la fricative vélaire (ɣ).